# 1920'erne
Århundreder: 19. århundrede – 20. århundrede – 21. århundrede
Årtier: 1870'erne 1880'erne 1890'erne 1900'erne 1910'erne – 1920'erne – 1930'erne 1940'erne 1950'erne 1960'erne 1970'erne
År: 1920 1921 1922 1923 1924 1925 1926 1927 1928 1929
Begivenheder
De brølende 1920'ere
- Charles Lindbergh flyver som den første alene over Atlanten; fra New York til Paris d. 20.–21. maj 1927. Han fløj i det ombyggede postfly "Spirit of St. Louis".
- Wall Street-krakket begynder d. 24. oktober 1929 (Sorte torsdag) og når sit højdepunkt d. 29. oktober (Sorte tirsdag)

Personer
- 17. maj 1928 - Idi Amin militær diktator i Uganda bliver født. (død 2003.)